# 시로이시역 (미야기현)
시로이시역(일본어: 白石駅)은 일본 미야기현 시로이시시에 있는 동일본 여객철도 도호쿠 본선의 역이다. 단선 · 섬식의 형태를 합친 복합 구조의 철도 역사이며, 직영역이지만, 시로이시자오역이 이 역을 관리한다.

## 타는 곳
| 1 | ■ 도호쿠 본선 | (하행) | 이와누마 · 나토리 · 센다이 방면              |                     |
| 2 | ■ 도호쿠 본선 |        | (이 역 시발 및 증·해결을 실시하는 전차 전용) |                     |
| 3 | ■ 도호쿠 본선 | (상행) | 후쿠시마 · 고리야마 · 구로이소 방면          |                     |
| 3 | ■ 도호쿠 본선 | (하행) | 이와누마 · 나토리 · 센다이 방면              | (이 역 시발의 일부) |

## 이용 현황
| 연도     | 하루 평균 승차 인원 | 연도     | 하루 평균 승차 인원 |
| 2000년도 | 3,590               | 2006년도 | 3,104               |
| 2001년도 | 3,516               | 2007년도 | 3,063               |
| 2002년도 | 3,324               | 2008년도 | 3,030               |
| 2003년도 | 3,340               | 2009년도 | 3,009               |
| 2004년도 | 3,317               | 2010년도 | 2,897               |
| 2005년도 | 3,240               |          |                     |
| -------- | ------------------- | -------- | ------------------- |

## 역 주변
- 도호쿠 신칸센 시로이시자오역
- 시로이시 시청
- 센난 신용금고 본점
- 시치주시치 은행 · 센다이 은행 시로이시 지점
- 국도 제113호선

## 인접 정차역
| 도호쿠 본선            | 도호쿠 본선               | 도호쿠 본선                |
| ---------------------- | ------------------------- | -------------------------- |
| 후쿠시마 후쿠시마 방면 | ៛ 쾌속 '센다이 시티 래빗' | 오가와라 센다이 방면       |
| 고스고 후쿠시마 방면   | ■ 보통                    | 히가시시로이시 센다이 방면 |